# Hermsdorf/Erzgeb.

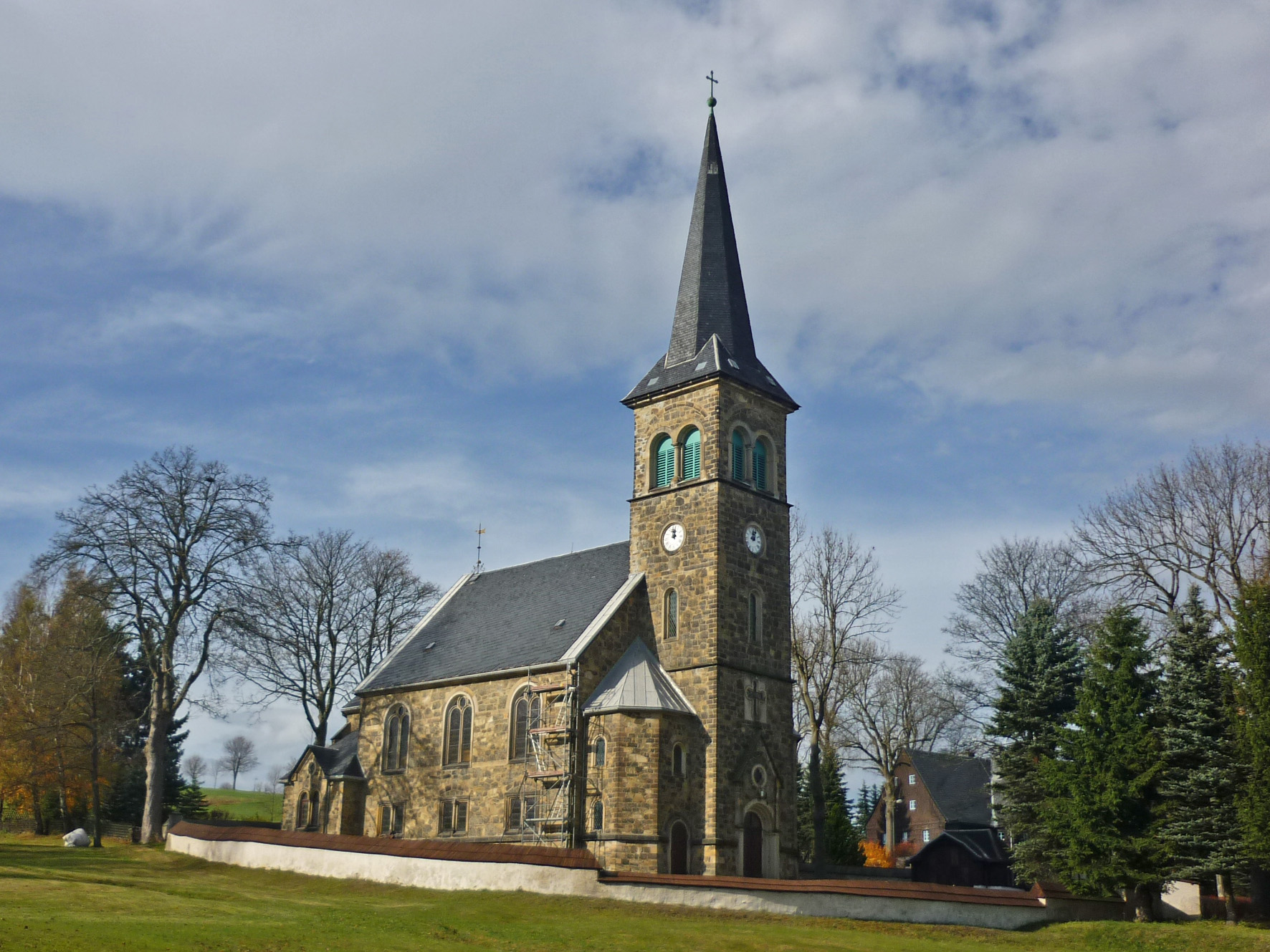
Kirche Hermsdorf

Hermsdorf/Erzgeb. (früher auch Hermsdorf bei Frauenstein) ist eine Gemeinde im Landkreis Sächsische Schweiz-Osterzgebirge in Sachsen (Deutschland). Sie ist Teil der Verwaltungsgemeinschaft Altenberg. Die Abkürzung „Erzgeb.“ steht für „Erzgebirge“.

## Geographie
Die Gemeinde Hermsdorf mit den Ortsteilen Seyde und Neuhermsdorf liegt zwischen Altenberg und Frauenstein am Kamm des Osterzgebirges an der Grenze zu Tschechien.

## Geschichte
Um 1300 ließen fränkische Siedler sich in der Gegend inmitten des ehemals das gesamte Erzgebirge bedeckenden Urwaldes nieder, um den Holzreichtum zu nutzen. So prägten die Forst- und Landwirtschaft, der Handel mit dem nahegelegenen Böhmen und der Bergbau das Leben in der Gemeinde zwischen den Quellgebieten der Wilden Weißeritz und der Gimmlitz. Den Namen erhielt Hermsdorf von seinem Lokator Hermann. Aus dem ursprünglichen Namen „Hermannstorff“ bildete sich über „Hermeßtorff“, „Hermsdorff“ schließlich die heutige Schreibweise heraus.
August Schumann nennt 1817 im Staats-, Post- und Zeitungslexikon von Sachsen Hermsdorf betreffend u. a:

„Seinen Ursprung soll Hermsdorf zuerst in der Gegend, wo die Kirche steht, und welche die Scheibe heißt, genommen haben, und ein gewisses Forstrevier des nahen Töpferwaldes, die Töpferscheibe genannt, worden sein. Scheibe nannte man sonst ein Stück Feld, das wenigen Umfang hatte und ebener war, als die Umgebungen desselben. Die Kirche zu Hermsdorf ist die einzige des Amts, die man in der Matrikul des Bisthums Meißen vom Jahre 1346 nicht findet, aber zur Zeit der Reformation schon da war. Sie soll schon im 14ten Jahrhunderte als Kapelle gestanden haben, die als Tochterkirche nach Frauenstein gehörte. […]
Zu Hermsdorf war von den ältesten Zeiten her eine Zollstätte, wo nämlich allein Gränzzoll eingenommen wurde. Auf Befehl vom 23. August 1683 legte der Zolleinnehmer Michael Meyer zu Einsiedel auf eigene Kosten ein Geleitshaus über diesem Dorfe, am Hemschuhwalde an, in welches auch, auf sein Ansuchen, die Gränzzoll- und Landaccis-Einnahme nebst dem Geleite verlegt wurde. […] Hermsdorf, das 40 Spann-, 40 Magazin- und 43 ⅜  Marschhufen hat, zählte im Jahre 1748, außer dem Erbgerichte, das anjetzt königlich ist und seit den ältesten Zeiten die Braugerechtigkeit besaß, die aber nach Rechenberg verlegt wurde, 53 Bauergüter und 39 Häusler, und im Jahre 1815 befanden sich daselbst 54 Bauergüter und 47 Häusler, in allem 700 Consumenten. […] In der Hermsdorfer Flur wird das meiste Winterkorn im Amte Frauenstein erbaut, nur haben die Einwohner zuweilen das Unglück, daß das Getreide nicht reif wird, oder ein Theil unter dem Schnee liegen bleibt. […]
Die Flur dieses großen Dorfs Hermsdorf ist noch vorzüglich wegen der in selbiger befindlichen mächtigen Kalksteinlager und der Kalkbrennerei merkwürdig. […] Bei der großen Betriebsamkeit in dem Feldbau wird jährlich eine außerordentliche Menge gebrannter Kalk zum Düngen verbraucht. Viele Hauswirte brennen diese rohen Kalksteine in eigenen kleinen Öfen, die man Schneller nennt, löschen den Kalk mit Wasser und streuen ihn dann auf das Feld. Vormals gab es in Hermsdorf zwei Kalkbrennereien, nämlich die des Amtes und die des Erbrichters daselbst. Auf beiden wurden jährlich 10 bis 12.000 Tonnen Kalk abgesetzt. […] Auf der hier durchgehenden Freiberger Landstraße wird der größte Theil der Kalksteine, des Kalks und der Hölzer vom Nassauer Revier verfahren. Es wird in gegenwärtigen Zeiten auch einiger Bergbau in Hermsdorf getrieben. Zu dem Dorfe gehören, mit Einschluß der Essigmühle, 3 Mühlen mit fünf Gängen.“

Am 1. März 1994 wurde die bis dahin eigenständige Gemeinde Seyde eingemeindet.

### Wappen
Die gekreuzten Werkzeuge des Bergmannes, Schlägel und Eisen, weisen auf die lange Bergbautradition des Ortes hin. Der Zweig mit den Beeren der Eberesche („Vogelbeeren“, erzgebirgisch der „Vugelbeerbaam“) verweist auf die Lage im Erzgebirge, wo die Eberesche ein viel gesehener Baum ist.

### Entwicklung der Einwohnerzahl
| Jahr    | Einwohner                       |
| ------- | ------------------------------- |
| 1551    | 54 besessene Mann, 149 Inwohner |
| 1748/64 | 53 besessene Mann, 27 Häusler   |
| 1834    | 907                             |
| 1871    | 1054                            |
| 1890    | 1072                            |
| 1910    | 1012                            |
| 1925    | 1000                            |
| 1939    | 1047                            |
| 1946    | 1440                            |
| 1950    | 1424                            |
| 1964    | 1156                            |

| Jahr | Einwohner |
| ---- | --------- |
| 1990 | 972       |
| 1995 | 1154      |
| 2000 | 1092      |
| 2005 | 1008      |
| 2010 | 912       |
| 2015 | 815       |
| 2020 | 765       |

## Politik
- UBB: 6
- FVV: 4

### Gemeinderat

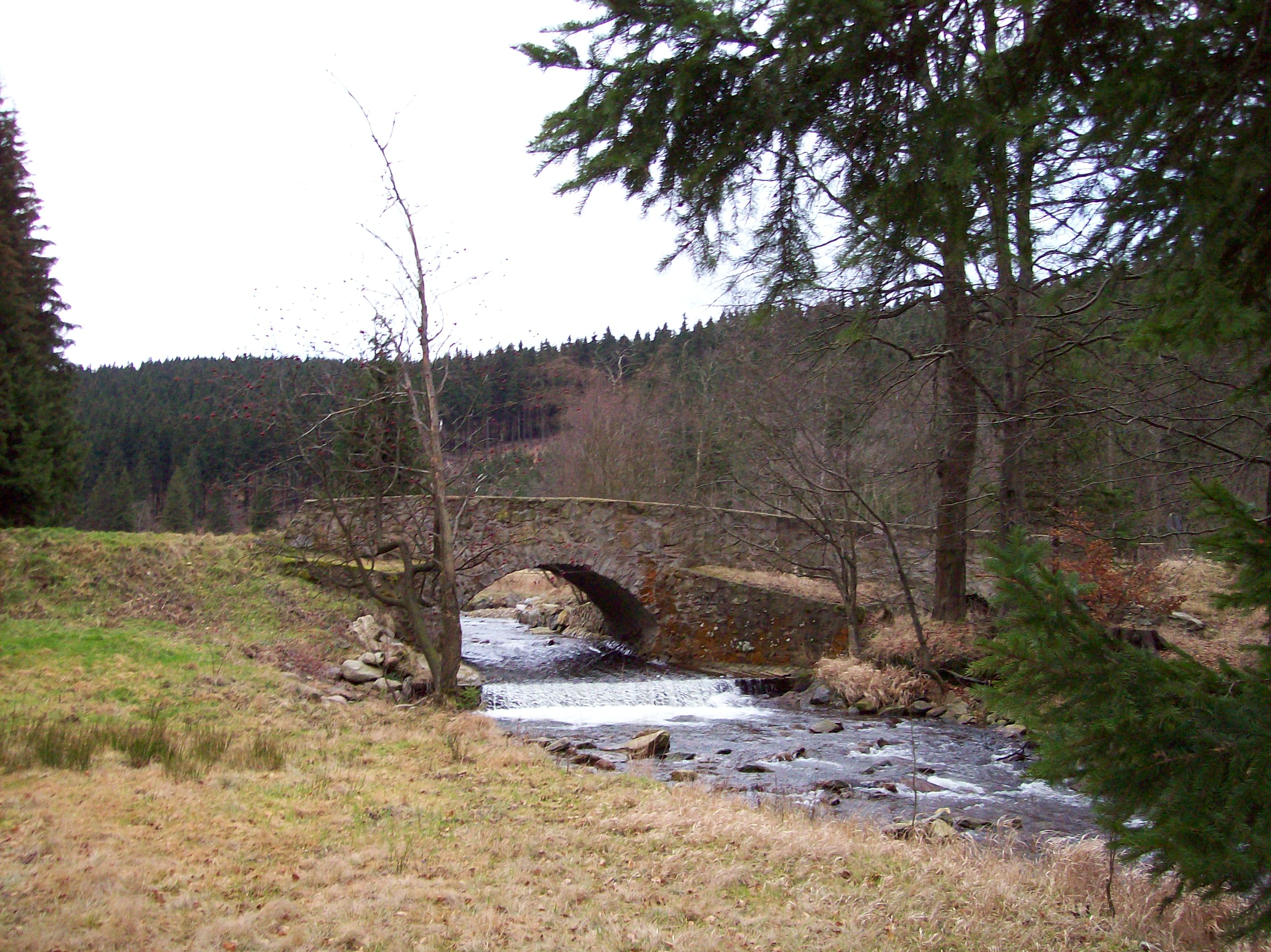
Alte Zinnbrücke oberhalb der Herklotzmühle bei Seyde

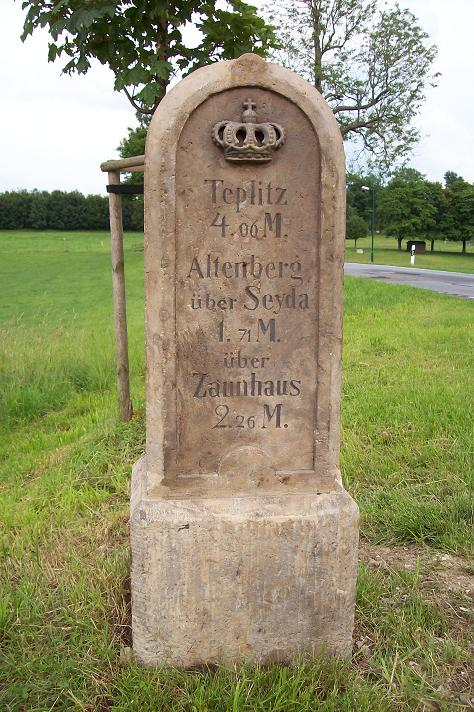
Königlich-sächsischer Ganzmeilenstein vom Postkurs Alte Freiberg-Teplitzer Poststraße vor dem Gasthaus Buschhaus

Seit der Gemeinderatswahl am 9. Juni 2024 verteilen sich die 10 Sitze des Gemeinderates folgendermaßen auf die einzelnen Gruppierungen:
- Unabhängige Bürgerbewegung (UBB): 6 Sitze
- Fremdenverkehrsverein Hermsdorf/Erzgeb. (FVV): 4 Sitze

| Liste                                   | 2024   | 2024   | 2019   | 2019   | 2014   | 2014   |
| Liste                                   | Sitze  | in %   | Sitze  | in %   | Sitze  | in %   |
| --------------------------------------- | ------ | ------ | ------ | ------ | ------ | ------ |
| Unabhängige Bürgerbewegung              | 6      | 52,3   | 6      | 51,9   | 5      | 49,5   |
| Fremdenverkehrsverein Hermsdorf/Erzgeb. | 4      | 47,7   | 3      | 37,9   | 4      | 36,0   |
| CDU                                     | –      | –      | 1      | 10,2   | 1      | 14,4   |
| Wahlbeteiligung                         | 78,2 % | 78,2 % | 74,2 % | 74,2 % | 66,7 % | 66,7 % |

### Bürgermeister
Bürgermeister ist seit 2014 Andreas Liebscher (FVV).
| Wahl | Bürgermeister       | Vorschlag | Wahlergebnis (in %) |
| ---- | ------------------- | --------- | ------------------- |
| 2021 | Andreas Liebscher   | FVV       | 97,3                |
| 2014 | Andreas Liebscher   | FVV       | 87,2                |
| 2010 | Hans-Peter Zönnchen | UBB       | 78,4                |
| 2003 | Hans-Peter Zönnchen | UBB       | 95,3                |
| 2001 | Christian Ritter    | UBB       | 66,6                |
| 1994 | Christian Ritter    | Ritter    | 95,7                |

## Kultur und Sehenswürdigkeiten
- Kirche Hermsdorf
- Bauern- und Heimatmuseum Hermsdorf
- Sägewerksmuseum Herklotzmühle Seyde
- Alte Zinnbrücke Seyde
- Altes Zollhaus Neuhermsdorf
- Gedenkstein am ehemaligen Jugend- und Sportlerheim für 13 unbekannte KZ-Häftlinge, die bei einem Todesmarsch im April 1945 von SS-Männern ermordet wurden
- Königlich-sächsische Ganzmeilensteine am Gasthaus Buschhaus Hermsdorf und am Becherbachweg/Stempelsternweg sowie ehem. Halbmeilenstein als Fragment eines Chaussee- bzw. Straßenwärtersteines an der Zinnbrücke bei Seyde (ehem. Postkurse Altenberg-Sayda und Altenberg-Frauenstein sowie Alte Freiberg-Teplitzer Poststraße)

### Naturschutz
- Siehe auch: Liste der Naturdenkmale in Hermsdorf/Erzgeb.

## Sport
Hermsdorf ist ein Wintersportort mit gespurten Langlaufloipen und einem kleinen Skihang mit Snowboardparcours.

## Verkehr
Der Bahnhof Hermsdorf-Rehefeld lag an der Bahnstrecke Nossen–Moldau und bestand bis 1972. Hier sollte die Pöbeltalbahn abzweigen. Diese Bahnstrecke ist aber nie realisiert worden.